# Bric-à-brac et compagnie
Pour plus de détails, voir Fiche technique et Distribution.
Bric-à-brac et compagnie est un moyen métrage français réalisé par André E. Chotin en 1931. 

## Synopsis
Un riche antiquaire, ayant débuté autrefois aux puces, y installe son fils, noceur impénitent, afin de lui apprendre à travailler. Il y rencontre un trésor : sa future femme.

## Fiche technique
- Titre : Bric-à-brac et compagnie
- Réalisation : André E. Chotin
- Scénario : Georges Dolley
- Adaptation : André E. Chotin
- Dialogues : Roger Féral
- Décors : Lazare Meerson
- Photographie : E. Farkas, Braun
- Son : Georges Leblond, montage sonore : Lily Jumel
- Montage : Jean Feyte
- Musique : Lionel Cazaux (éditions musicales : Campbell-Connelly)
- Parolier des chansons : Roger Féral et Jacques Monteux
- Tournage dans les studios Tobis à Épinay-sur-Seine
- Société de production : Les Films Kaminsky
- Société de distribution : Les Films Kaminsky
- Pays de production : France
- Format : Noir et blanc - Son mono - 1,20:1
- Genre : Comédie
- Durée : 39 minutes, pour une longueur de 1 400 m
- Année de sortie : France : 1931
- Affiche : Henri Cerutti (France)

## Distribution
- Fernandel : Fernand, le camelot
- Raoul Marco : M. Verly, le riche antiquaire
- Marfa Dhervilly : Mme Verly, la femme de l'antiquaire
- Albert Dinan : Jean Verly, le fils noceur
- Robert Seller : Félix
- Madeleine Guitty : la mère Tomeff
- Suzette Comte : Zina Tomeff
- Simone Valaury
- Alvina Salomon
- Madeleine Allioux
- Peggy Angelo
- Jean Rozenberg

## Autour du film
Il s'agit du premier film doublé en Espagne. Il fut traduit en catalan en 1933, avec le titre Draps i ferro vell, sous la direction de Magí Murià i Torner (1881-1958) metteur en scène et journaliste,.